# Manchester Arena
Manchester Arena er en indendørs arena i Manchester, England. Med en kapacitet på op til 21.000 gæster er det Europas største indendørs arena. Arenaen er kåret som den travleste musikarena i verden, målt på solgte koncertbilletter mellem januar 2002 og juni 2007.
Det engelske boyband Take That og det irske boyband Westlife kæmper meget om første pladsen for flest shows i MEN Arena. Take That har spillet 26 og Westlife har spillet 27.
Arenaen ligger forholdsvis centralt i Manchester ved Victoria station. Metrolink (sporvogne) kører mellem Piccadilly og Victoria.